# My Boy Johnny
My Boy Johnny ist ein US-amerikanischer animierter Kurzfilm von Eddie Donnelly aus dem Jahr 1944.

## Handlung
Der Krieg ist vorüber und die Soldaten kehren per Schiff oder Flugzeug heim. Unter den Rückkehrern ist auch Gandy Goose, der zu seiner Frau und seinen Kindern zurückkehrt. Wenig später schauen sie sich ein mögliches neues Wohnhaus an, das hochmodern eingerichtet ist. Nicht nur der technische Fortschritt ist nach Kriegsende enorm, auch die Wirtschaft erholt sich schnell. Die Fabriken stellen wieder Waschmaschinen und Kühlschränke her und der Straßenbau boomt. Am Ende sieht man ehemalige Soldaten, die nun als Zivilisten ihre Liebsten heiraten, die während der Kriegszeit auf sie gewartet haben.

## Produktion
My Boy Johnny nimmt ein Jahr vor Ende des Zweiten Weltkriegs bereits das Kriegsende vorweg und blickt patriotisch – die Freiheitsstatue begrüßt im Film die Heimkehrer mit Purzelbäumen – auf die kommende Nachkriegszeit. Für den Film wurde am 12. Mai 1944 ein Copyright-Eintrag registriert. Er kam als Teil der Reihe TerryToons in die Kinos und wurde von 20th Century Fox vertrieben. Das Titellied des Films basiert auf der Melodie von When Johnny Comes Marching Home.

## Auszeichnungen
My Boy Johnny wurde 1945 für einen Oscar in der Kategorie „Bester animierter Kurzfilm“ nominiert, konnte sich jedoch nicht gegen Tom bildet sich durchsetzen.